# Routledge Encyclopedia of Philosophy
The Routledge Encyclopedia of Philosophy — одна з двох (разом із Encyclopedia of philosophy) найбільших англомовних філософських енциклопедій. Випущена також у вигляді бази даних для Microsoft Windows, електронної книги та сервісу комерційного віддаленого доступу.
Існують два однотомних видання, що містять витяги з цієї енциклопедії:
- The Concise Routledge Encyclopedia of Philosophy (1999, ISBN 978-0-415-22364-5),
- The Shorter Routledge Encyclopedia of Philosophy (2005, ISBN 978-0-415-32495-3).